# Ford Fiesta IV
La Ford Fiesta IV oppure Fiesta MkIV (codice progetto BE91) è un'autovettura di segmento B prodotta dalla filiale europea della casa automobilistica statunitense Ford dal 1995 al 2002, anno in cui è stata rimpiazzata dalla generazione successiva.
Si tratta della quarta generazione dell'utilitaria Ford.

## Storia

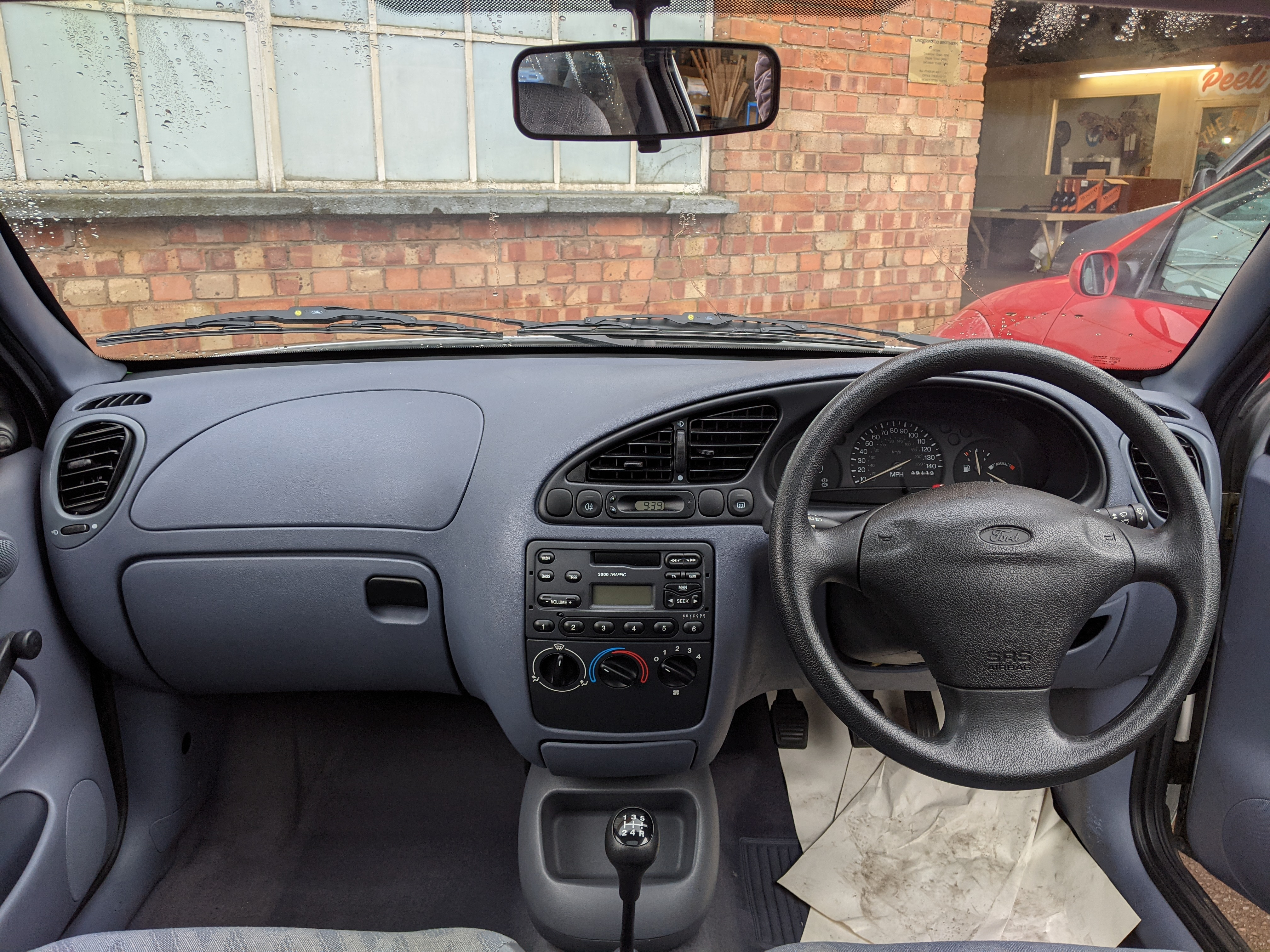
Interni

Al salone di Francoforte nel settembre 1995 esordì la quarta serie della Fiesta, che debuttò nel 1996.
La nuova generazione, che consisteva in un massiccio restyling della precedente generazione, fu profondamente rivista, con un design curvilineo e aerodinamico completamente differente pur mantenendo il giro porte della serie precedente (soprattutto la 5 porte: la 3 porte aveva un taglio del finestrino posteriore più arrotondato rispetto alla 3 porte precedente) e una profonda rivisitazione degli interni. Il modello nacque da una sinergia con la Mazda e venne commercializzato sotto tale marchio anche per il mercato italiano, con il nome di Mazda 121.

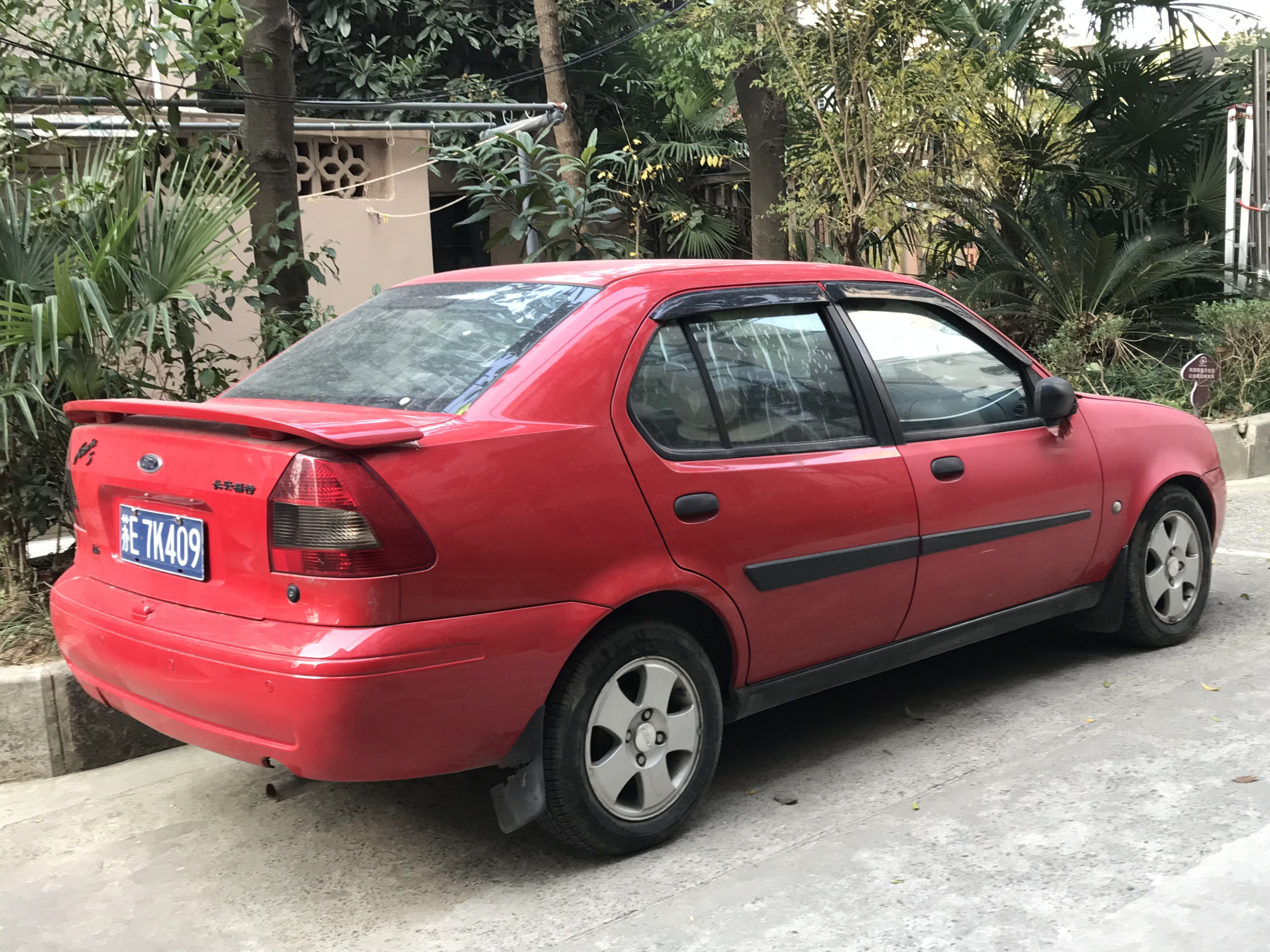
Fiesta a tre volumi e quattro porte

La Fiesta IV andò confrontarsi con utilitarie quali: Citroën Saxo, Fiat Punto, Lancia Y, Nissan Micra e le nuove generazioni di Opel Corsa, SEAT Ibiza e Volkswagen Polo. La quarta generazione della Fiesta era dotata di doppio airbag di serie su tutte le versioni e dell'ABS disponibile come optional su tutta la gamma. Vennero adottati i nuovi motori benzina Zetec-SE con testata a 16 valvole e distribuzione bialbero in lega d'alluminio da 1.2 litri con 75 CV e 1.4 litri con 90 CV sviluppati in collaborazione con Yamaha ed eletti "Engine of the year". Rimase il diesel Endura 1.8 da 60 CV, anche se rivisto e, dopo un anno dal lancio, venne riproposto anche il 1.3 benzina 8 valvole ad aste e bilancieri da 60 CV della Fiesta precedente e contemporaneamente adottato anche dalla Ka. Infatti, il ritorno del 1.3 Endura da 60 CV coincise proprio con il lancio sul mercato della Ford Ka nell'autunno del 1996. La quarta generazione venne dotata di un assetto piuttosto basso e di un rinnovato apparato sospensivo. Nel sistema sospensivo anteriore venne utilizzato un telaio ausiliario per irrigidire la struttura ed isolare il motore, mentre in quello posteriore venne realizzato un doppio assale torcente, con bracci più rigidi e molle più elastiche per aumentare il comfort e l'handling. Le versioni al lancio furono 3: "Studio", "Techno" e "Ghia". La "Studio" corrispondeva alla versione base, la "Techno" era la versione più sportiva, la Ghia più rifinita. Rispetto alla serie precedente, l'abitacolo venne maggiormente insonorizzato soprattutto con le motorizzazioni benzina. A questo si aggiunse il contributo del design curvilineo, che permise di ridurre i fruscii aerodinamici dovuti all'attrito dell'aria sulla carrozzeria.

## Evoluzione

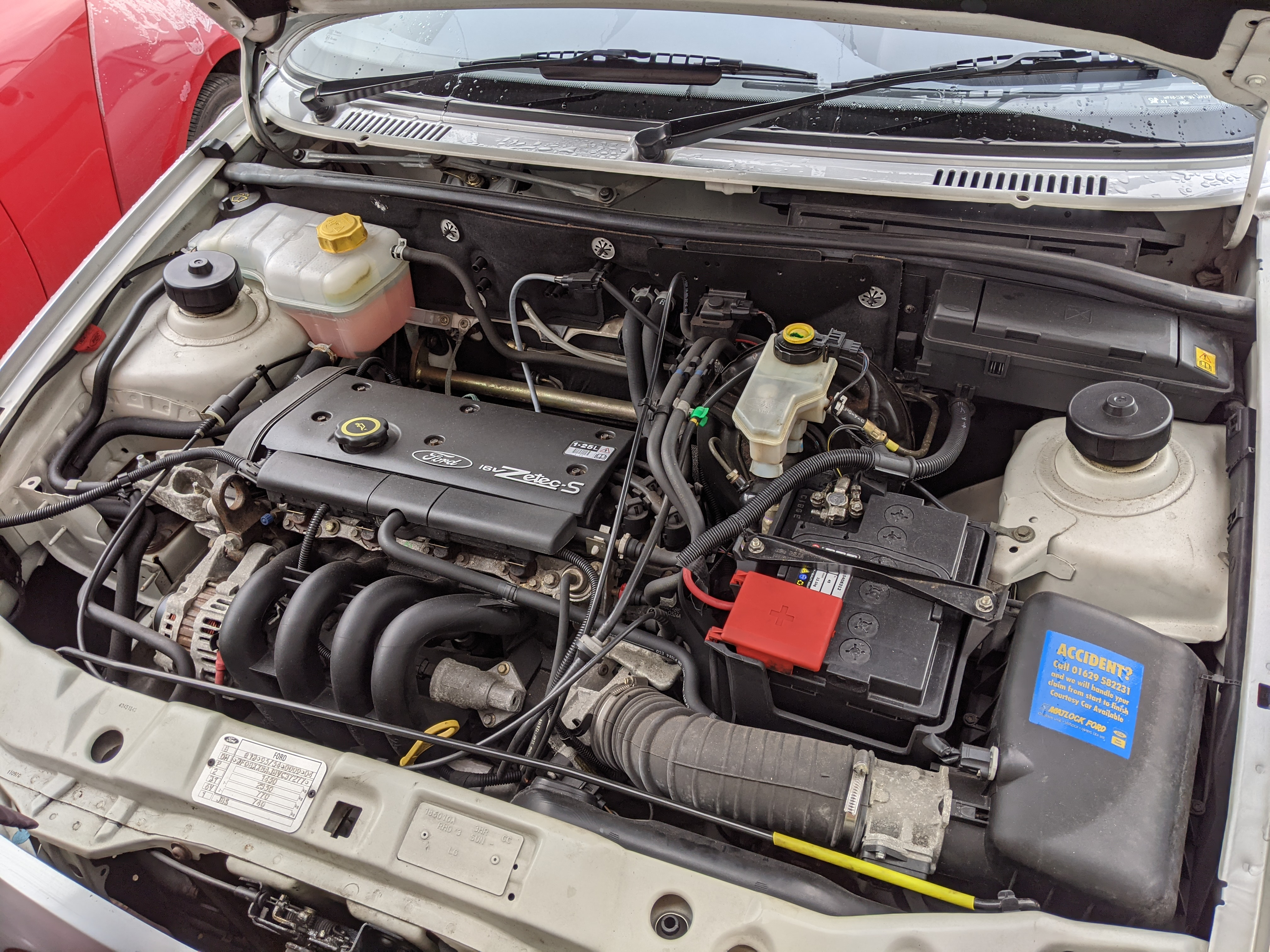
Motore 1,2 Zetec

Inizialmente le versioni "Studio" e la "Techno" erano proposte con lo stesso prezzo e motorizzazioni ma nel 1997 la "Techno" venne posizionata un gradino più in alto e adottò i paraurti in tinta alla carrozzeria anziché in plastica grezza, come accadeva già per la "Ghia". La Studio adottò solo il motore 1.3 Endura-E al posto dello Zetec 1.25 16V (riservato solo alla "Techno" e "Ghia" che potevano adottare anche il 1.4 litri a partire già dal maggio del 1996). A partire dal 1998 venne introdotto un piccolo aggiornamento estetico, con l'adozione di due piccole nervature sul cofano per tutti gli allestimenti. Fu rimosso il nome dell'allestimento (Studio, Techno o Ghia) sui parafanghi anteriori e fu spostato sul portellone posteriore, sul lato sinistro, ove fino ad allora aveva trovato posto lo stemma "16V" (per i motori 1.25 e 1.4 Zetec). L'allestimento "Ghia" perse lo stemma a favore di una semplice scritta "Ghia" in corsivo. Per quanto riguarda le prestazioni, la versione motorizzata con il 1.8 litri diesel accelerava da 0 a 100 km/h in 16,6 secondi e aveva una velocità massima di 154 km/h, mentre quella motorizzata con il 1.4 litri benzina da 90 CV aveva una velocità di punta di 175 km/h e accelerava da 0 a 100 km/h in 11,55 secondi. Il 1.25 litri benzina arrivava a 168,3 km/m ed scattava da 0 a 100 km/h in 11,64 secondi grazie a dei rapporti del cambio accorciati. Infatti, quest'ultima è stata la motorizzazione più diffusa in Italia. Le Fiesta 1.4 litri benzina e le 1.8 litri Diesel erano anche dotate di freni a disco autoventilati sull'asse anteriore, al contrario delle altre, dotate di dischi pieni. Con l'avanzare degli anni, la gestione elettronica dei motori venne fortemente semplificata e i rapporti del cambio allungati.
Nel 1997, la Ford realizzò su questa generazione di Fiesta anche una piccola coupé chiamata Puma.

### Restyling 1999

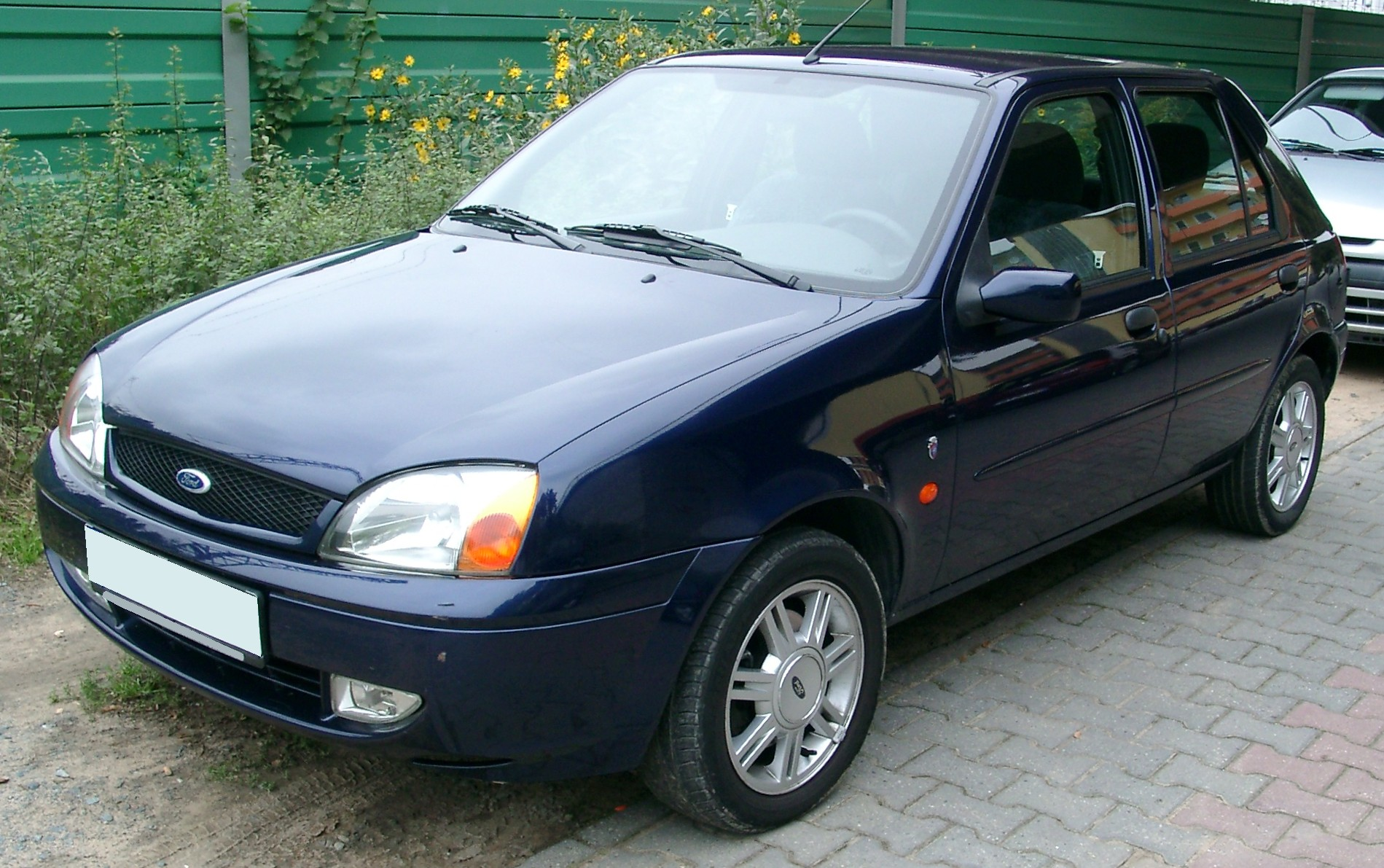
Una Fiesta MK IV Restyling, vista anteriore

Nell'autunno 1999 la Fiesta venne aggiornata, con l'introduzione del frontale in stile "new edge", simile a quello della Focus prima serie. Cambiarono semplicemente i gruppi ottici anteriori, la mascherina, i paraurti, i cerchi, il logo "Fiesta" sul posteriore e il terzo stop all'interno del lunotto. I cerchi in lega ottennero nuovi disegni, mentre il mangianastri venne sostituito da un lettore CD. Vennero apportate delle piccole migliorie soprattutto al sistema frenante, come i dischi autoventilati e i tamburi maggiorati per le versioni dotate di ABS e delle piccole prese d'aria sui parasassi per il raffreddamento dei freni, problema dei primi esemplari. 

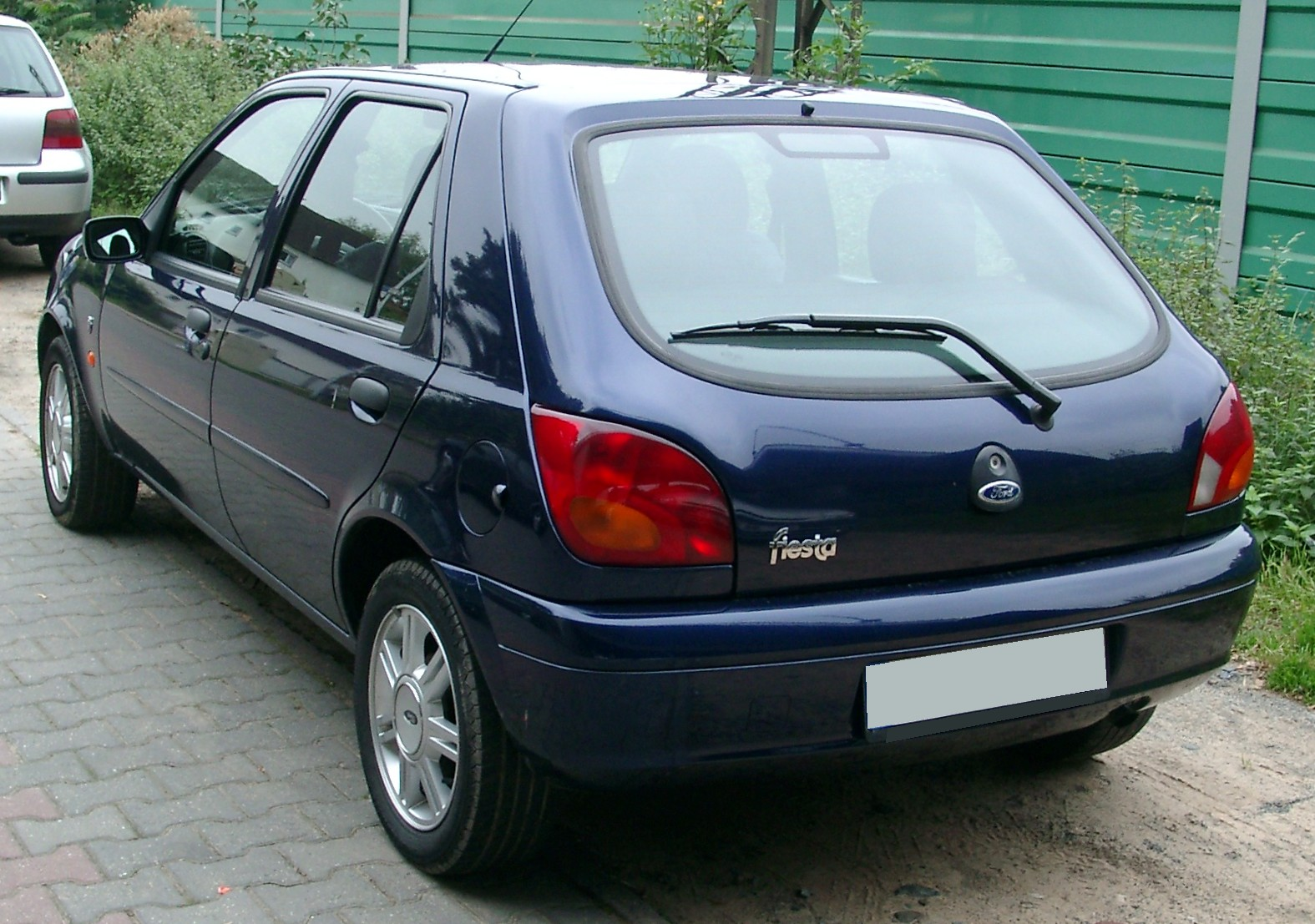
Una Fiesta MkIV restyling, vista posteriore

Nella primavera del 2000 comparve anche un nuovo motore a gasolio, un 1.8 litri turbodiesel da 75 CV senza intercooler. Seguì la sportiva "Zetec-S Sport", con un 1600 da 103 CV, unica della serie che portava la motorizzazione al rispetto della normativa euro 4. Ne furono prodotti e venduti circa 1500 esemplari rendendola di fatto una serie limitata e ad oggi piuttosto rara. Si differenziava dalle altre versioni grazie all'adozione di cerchi in lega da 15 pollici e ruote 195/50, dotata di sistema combinato ABS+TCS e paraurti maggiorati. Allestita con fendinebbia tondi e piccoli in sostituzione di quelli a goccia, minigonne laterali, spoiler posteriore, scarico sportivo, tinte ed interni specifici come il colore della tappezzeria ed il volante bicolore in tinta oltre alla strumentazione a sfondo bianco. L'altezza da terra fu ridotta di 10 mm, adottate sospensioni più rigide e il musetto migliorato esteticamente con una mascherina dedicata dotata di retinatura metallica. La versione restyling venne anche utilizzata come base per la Ford Ikon, una berlina tre volumi realizzata per i mercati emergenti e per la variante furgonata chiamata "Fiesta Van". Questo modello fu anche l'ultimo ad essere prodotto nell'impianto inglese di Dagenham, il quale passò successivamente alla produzione di motori.

## Motorizzazioni
| Modello         | Disponibilità       | Motore  | Cilindrata (cm³) | Potenza        | Coppia max (Nm) | Emissioni CO2 (g/km) | 0–100 km/h (secondi) | Velocità max (km/h) | Consumo medio (km/l) |
| 1.25i 16V cat.  | dal debutto al 2002 | Benzina | 1242             | 55 kW (75 CV)  | 110             | n.d                  | 12,7                 | 170                 | 11,5                 |
| 1.3i cat.       | dal debutto al 1999 | Benzina | 1299             | 44 kW (60 CV)  | 105             | n.d                  | 19,5                 | 155                 | 13,6                 |
| 1.4i 16V cat.   | dal debutto al 2001 | Benzina | 1388             | 66 kW (90 CV)  | 125             | n.d                  | 10,8                 | 182                 | 13                   |
| 1.6i 16V cat.   | dal 2000 al 2002    | Benzina | 1596             | 76 kW (103 CV) | 145             | 171                  | 10,2                 | 182                 | 13                   |
| 1.8 Diesel cat. | dal debutto al 2001 | Diesel  | 1753             | 44 kW (60 CV)  | 105             | n.d                  | 19,4                 | 155                 | 17,7                 |
| 1.8 TDdi cat.   | dal 2000 al 2002    | Diesel  | 1753             | 55 kW (75 CV)  | 140             | n.d                  | 13,9                 | 167                 | 18,8                 |